# Histoire des Îles Salomon
Cet article retrace l'histoire des Îles Salomon (Solomon Islands), aujourd'hui un État souverain, de 28 450 km2 et 724 273) Salomonais(es) (en 2022), archipel de l'Océan Pacifique, en Mélanésie, au Nord-Est de l'Australie, entre Nouvelle-Guinée et Vanuatu.
La population solomonaise, majoritairement mélanésienne (95 %) et chrétienne (93 %), était de 408 145 en 1998, 305 132 en 1988, 204 082 en 1976, 105 209 en 1950.

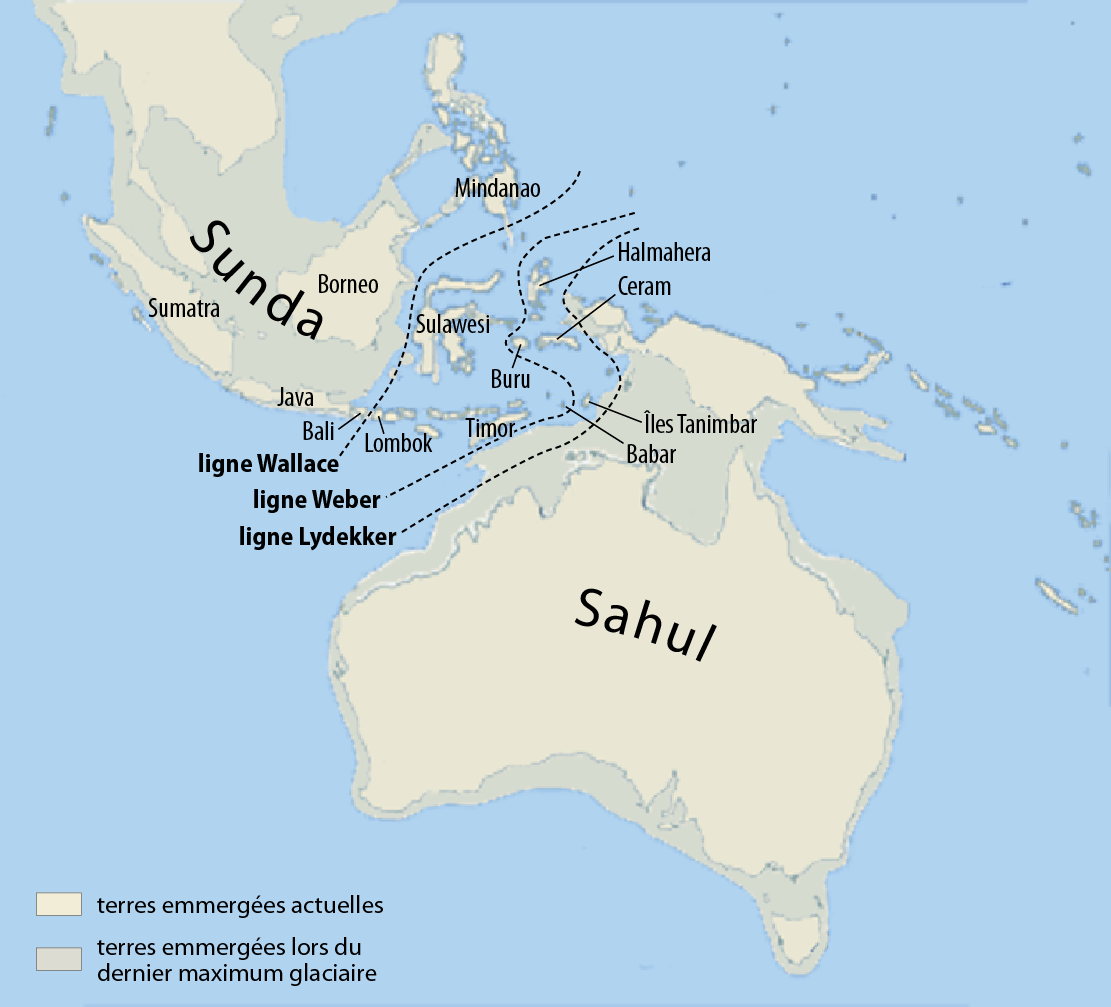
Sahul, Sunda, Wallacea vers -26000

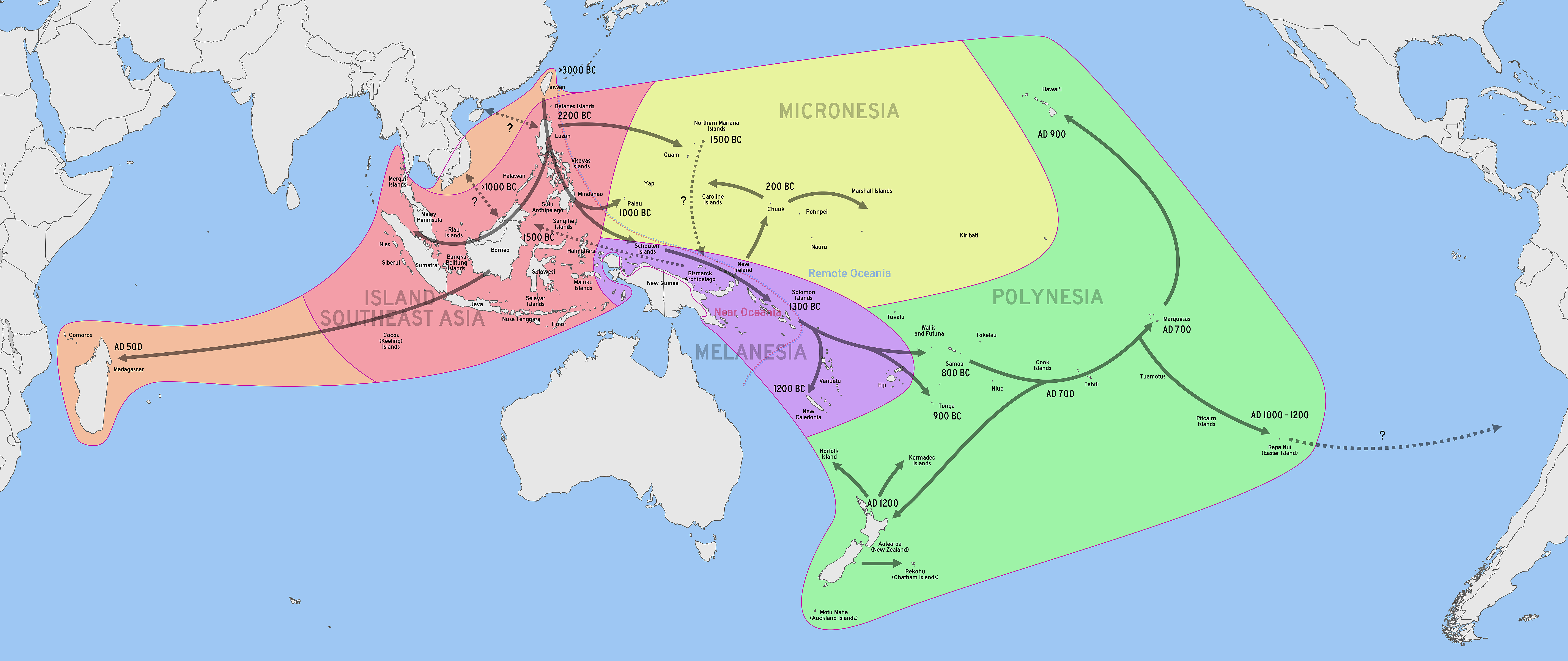
Dispersion austronésienne vers -1200

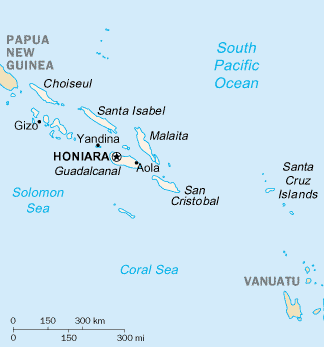
Archipel des îles Salomon

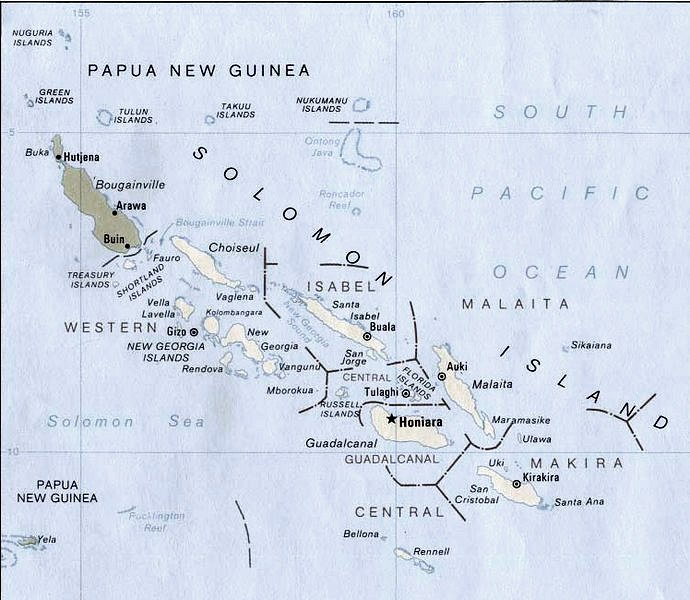
Archipel des îles Salomon

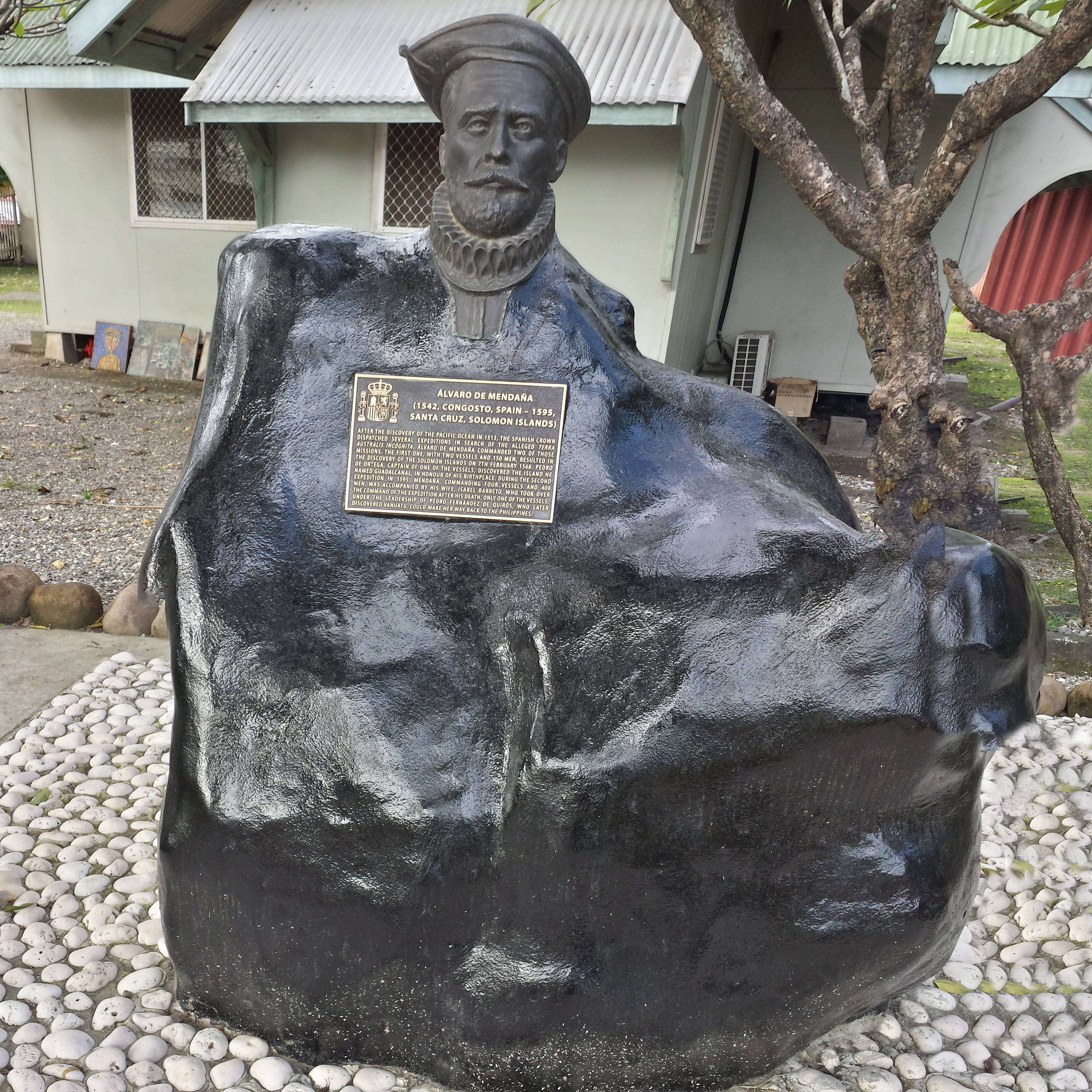
Monument à Álvaro de Mendaña à Honiara.

## Origines
Lors du peuplement de l'Océanie, les premiers êtres humains s'installent dans la partie nord et occidentale des Salomon il y a quelque 28 000 ans. Venus d'Asie du Sud-Est, ces premiers habitants de l'Océanie proche sont notamment les ancêtres des Papous et des Aborigènes d'Australie.
Une seconde vague de peuplement atteint les Salomon il y a environ 3 200 ans, les Austronésiens, qui s'unissent à la population existante. 
Les Salomonais aujourd'hui sont principalement des descendants de ces migrants austronésiens.
Sans unification politique (connue à ce jour), les habitants de ces îles vivent en villages autonomes, et développent des dizaines de langues distinctes, dont environ 75 subsistent au début du XXIe siècle. Alors que des Austronésiens s'installent de manière permanente aux Salomon, d'autres poursuivent leurs migrations vers l'est, devenant à terme les Polynésiens.
Des siècles plus tard, des migrants polynésiens effectuent le voyage retour, et forment des enclaves polynésiennes dans les îles salomonaises de Rennell, Bellona et Ontong Java du XIIIe au XVe siècle. 
Du XIVe au XVIIIe siècle, ces territoires sont intégrés à la sphère d'influence tongienne, sous la dynastie des Tuʻi Tonga.

## Ère coloniale

### Navigateurs-explorateurs européens
Le 7 février 1568, l'Espagnol Álvaro de Mendaña est le premier Européen à découvrir les Salomon. Il y réside avec ses hommes jusqu'en août, une période marquée par des « rencontres continuellement sanglantes » avec les autochtones, auxquels les Espagnols réclament de force de la nourriture. Lorsqu'il revient en Espagne et relate sa découverte, les Espagnols, persuadés qu'il a découvert la légendaire Ophir, terre d'origine de l'or du roi biblique Salomon, indiquent le nom Islas Salomon sur leurs cartes.
Ces cartes sont approximatives, et, malgré les expéditions de 1595 et 1605, l'emplacement exact des îles tombe longtemps dans l'oubli , jusqu'à ce que le Britannique Philip Carteret les redécouvre en 1767. 
Plusieurs navires de diverses nationalités se présentent, mais rencontrent l'hostilité des populations.

### Aventuriers, écumeurs, missionnaires, colons
Le beachcombing ou ratissage de plages est un mode de vie des populations locales indigènes. Avec certaine supériorité technologique européenne (surtout en armement), cela devient une activité lucrative pour des aventuriers, entre brigandage et piraterie.
Au milieu du dix-neuvième siècle, des missionnaires européens arrivent , mais peinent à convertir les habitants.
Une première mission mariste, sur l'île Santa Isabel s'achève avec l'assassinat du missionnaire Jean-Baptiste Épalle en 1845. 
Une seconde mission en 1850 semble mieux reçue. 
En 1856, le Royaume d'Hawaï (1795–1893) revendique, en tant qu'une des exclaves polynésiennes en Mélanésie, le petit archipel (2 km2 de terres émergées et environ 300 habitants) de Sikaiana (atolls-îles de Tehaolei, Matuiloto, et Matuavi).
Dans le même temps, les îles sont sillonnées par les blackbirders, Européens qui recrutent (par force et/ou tromperie) des insulaires du Pacifique, les expédiant notamment dans les plantations du Queensland ou des Fidji, ou de Nouvelle-Calédonie ou de Tahiti. Ces enlèvements avivent les tensions, et les Salomonais réagissent dès lors souvent avec méfiance et violence à toute visite d'Européens. 

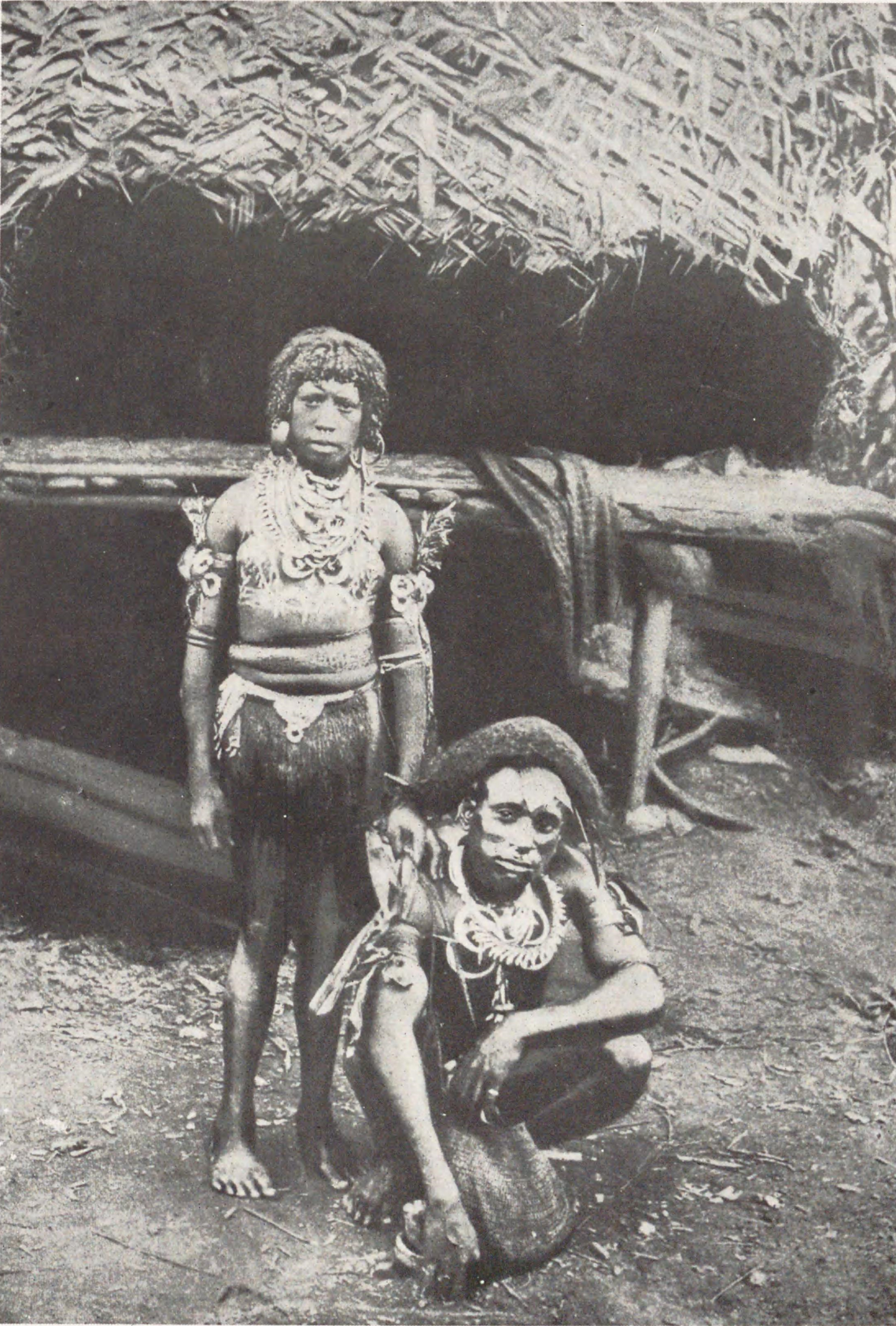
Couple salmonias
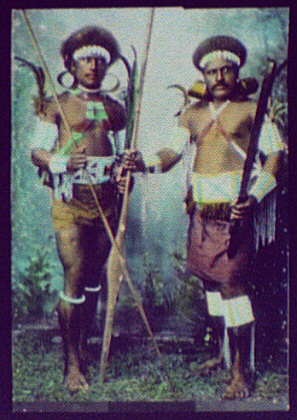
Deux guerriers en tenue de combat (1895)

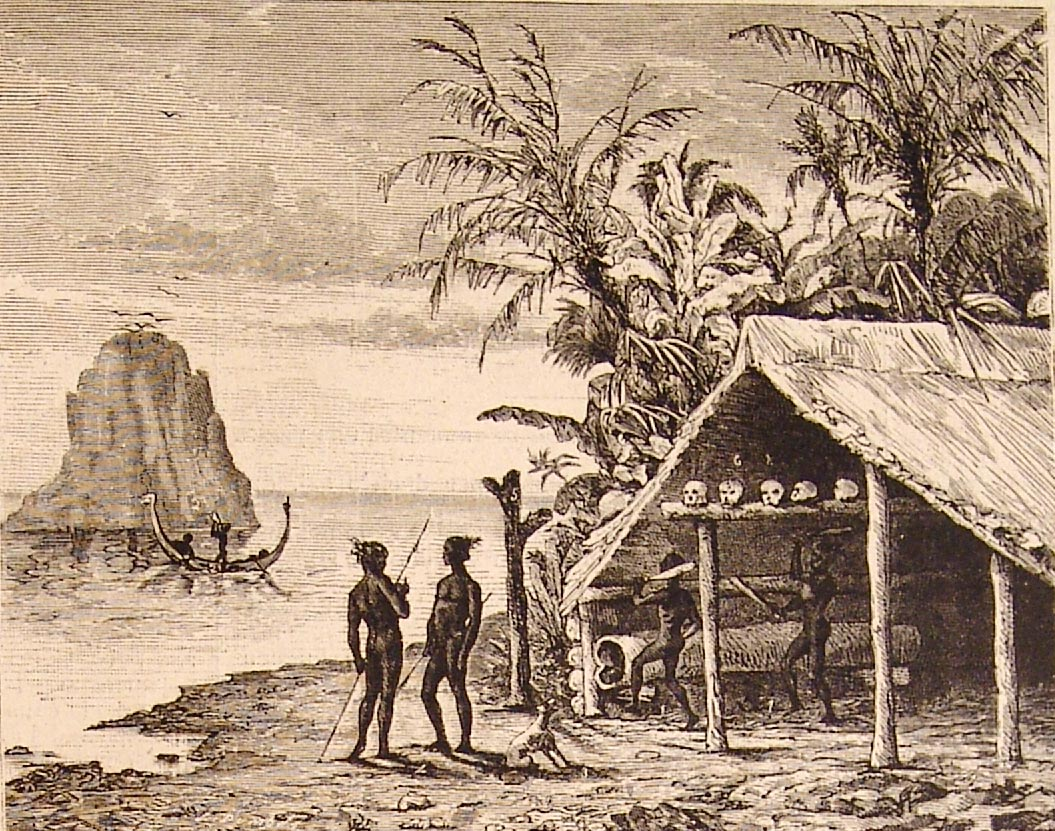
Musique des Salomon (1878)
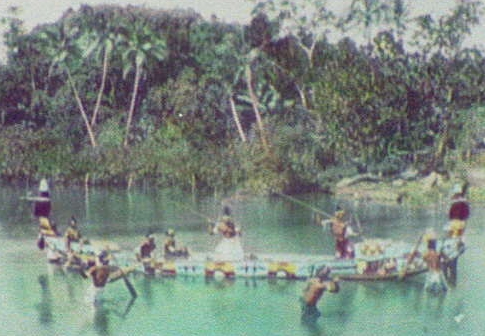
Groupe en canoë aux Salomon (1895)
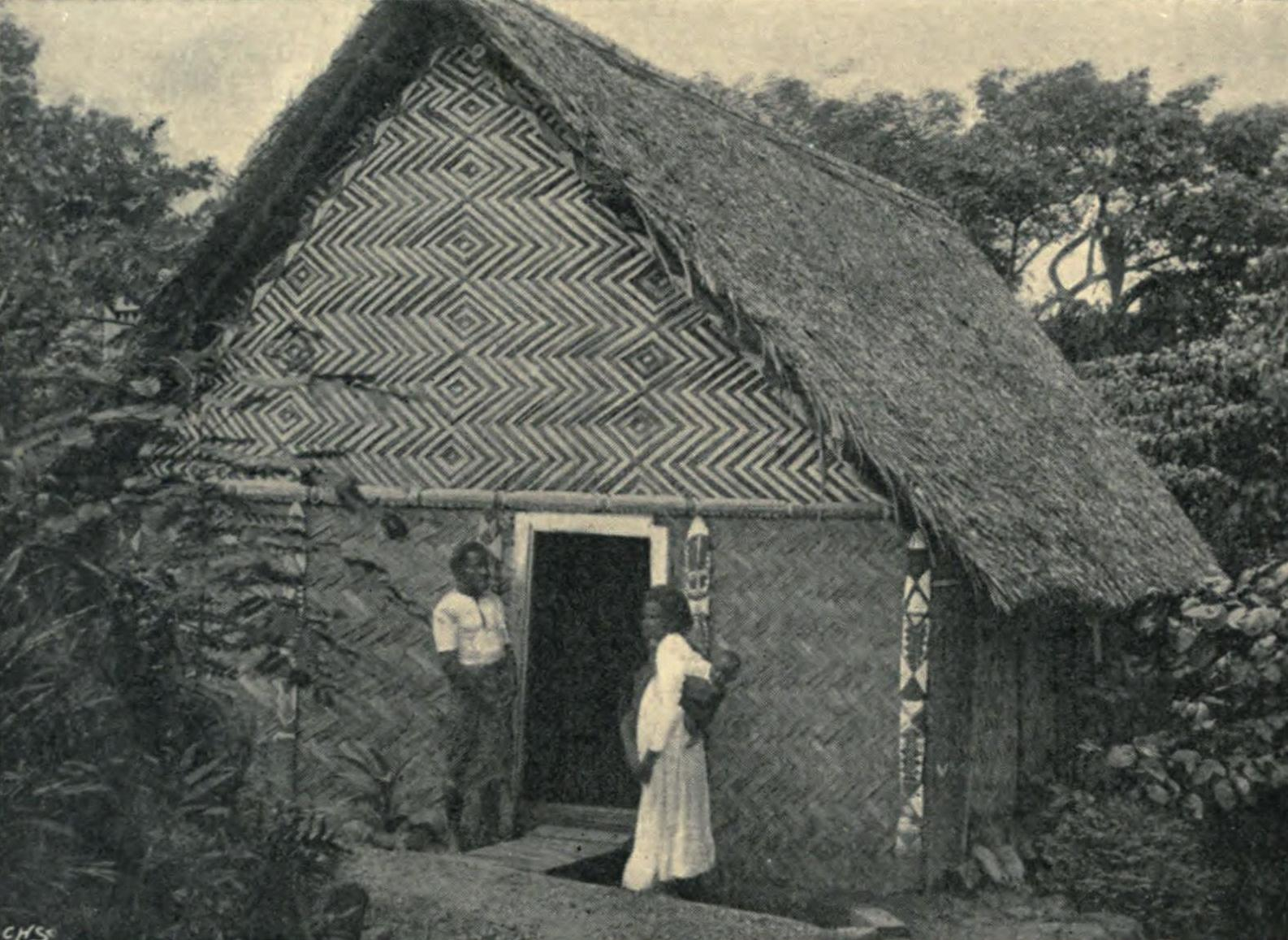
Maison des Salomon (1898)
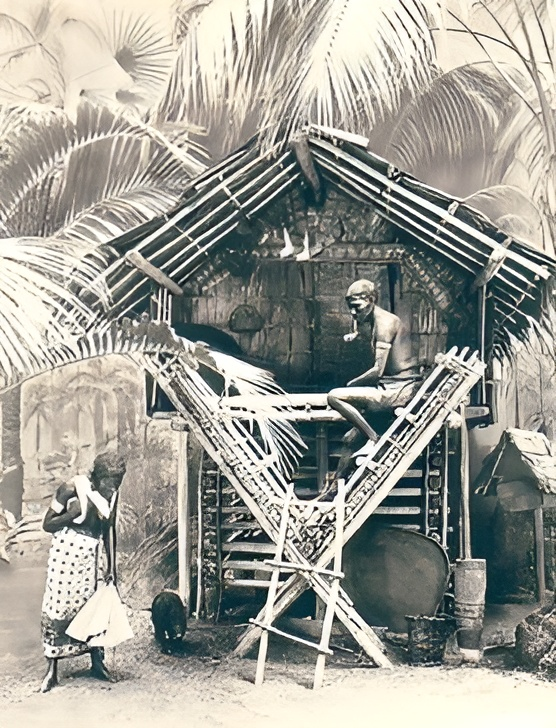
Maison sur pilotis, Bougainville (reconstitution)
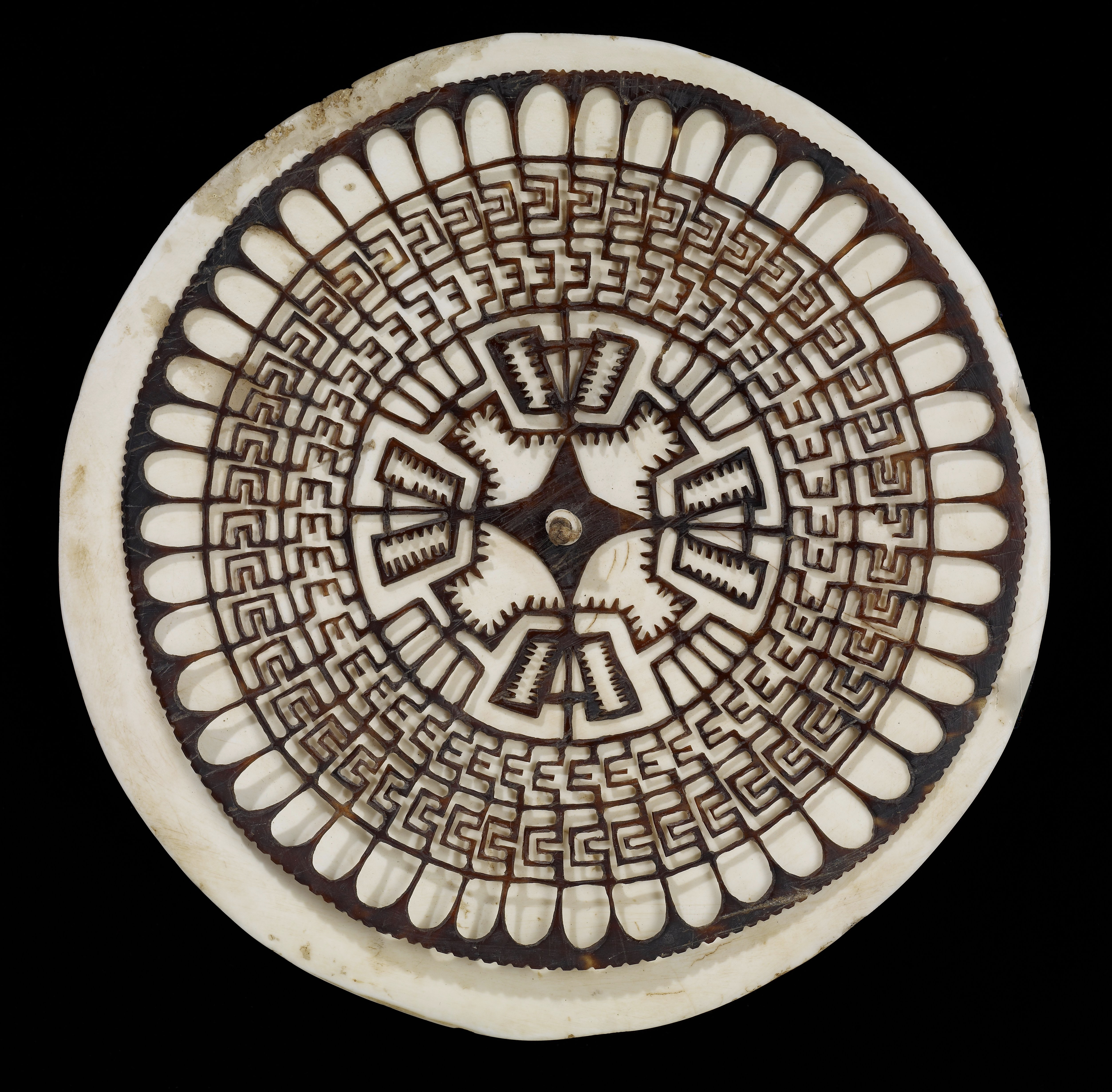
Kapkap, pendentif ornemental frontal masculin traditionnel

### Protectorats  (1885/1893-1976)
La Royal Navy parvient finalement à réprimer ces enlèvements, et le Royaume-Uni déclare un protectorat sur le sud des Salomon en 1893. Le nord est un protectorat de l'Empire allemand : Salomon du Nord (1885–1919). 
Le Traité de Samoa de décembre 1899, accord germano-britannico-américain, par lequel le Royaume-Uni cède à l'Allemagne et aux États-Unis ses intérêts aux Samoa, aboutit à l'intégration du nord des Salomon dans le protectorat britannique des Îles Salomon britanniques (1893–1978). 
Seules les îles de Bougainville et Buka, dans l'extrême nord de l'archipel, demeurent partie de la Nouvelle-Guinée allemande (1884–1919). 
Ce rattachement de Bougainville à la Nouvelle-Guinée est à l'origine d'un conflit à la fin du vingtième siècle entre l'Armée révolutionnaire de Bougainville et l'État indépendant de Papouasie-Nouvelle-Guinée, conflit dont les Salomon se gardent alors de se mêler.
En août 1914, le théâtre océanien de la Première Guerre mondiale consiste d'abord dans l'attaque des alliés sur les colonies allemandes d'Océanie,particulièrement lors de la campagne de Nouvelle-Guinée (1914). À la suite des combats, le traité de Versailles entérine de facto les victoires militaires des alliés : l'Allemagne perd ses colonies dans le Pacifique. 
Le Japon hérite de la Micronésie, la Nouvelle-Zélande des îles Samoa, l'Australie de la Nouvelle-Guinée et des îles Salomon.
Le protectorat britannique facilite les activités des missionnaires, et permet la venue d'entreprises britanniques et australiennes, principalement pour des plantations de noix de coco. Le territoire connaît toutefois très peu de développement économique, et l'administration coloniale est minimaliste, se contentant notamment du maintien de la paix et de l'ordre. 
Fin 1927, sur l'île de Malaita, le District Officer (1915-1927) William R. Bell (en) (1876-1927) est tué lors de la perception annuelle de la taxe dite impôt par tête : le massacre de Malaita (en) fait quinze morts (relevant de l'administration du protectorat). La perception de cet impôt est considérée comme une attaque contre les valeurs traditionnelles, surtout quand il est assorti de la menace de confiscation des armes à feu, au moins chez le peuple Kwaio (en) mené par le chef Basiana (1880-1928) (en). S'ensuit une expédition punitive : combats, mort de 60 Kwaio, arrestation de 200, destruction et profanation assez systématiques d'importants sanctuaires ancestraux et objets rituels Kwaio, procès, pendaisons (de Basiana et de deux de ses fils). Cet événement marque profondément les populations de l'île (Kwaio et non-Kwaio), en lien avec l'effondrement des traditions, de la moralité, et la maladie des feuilles du taro.

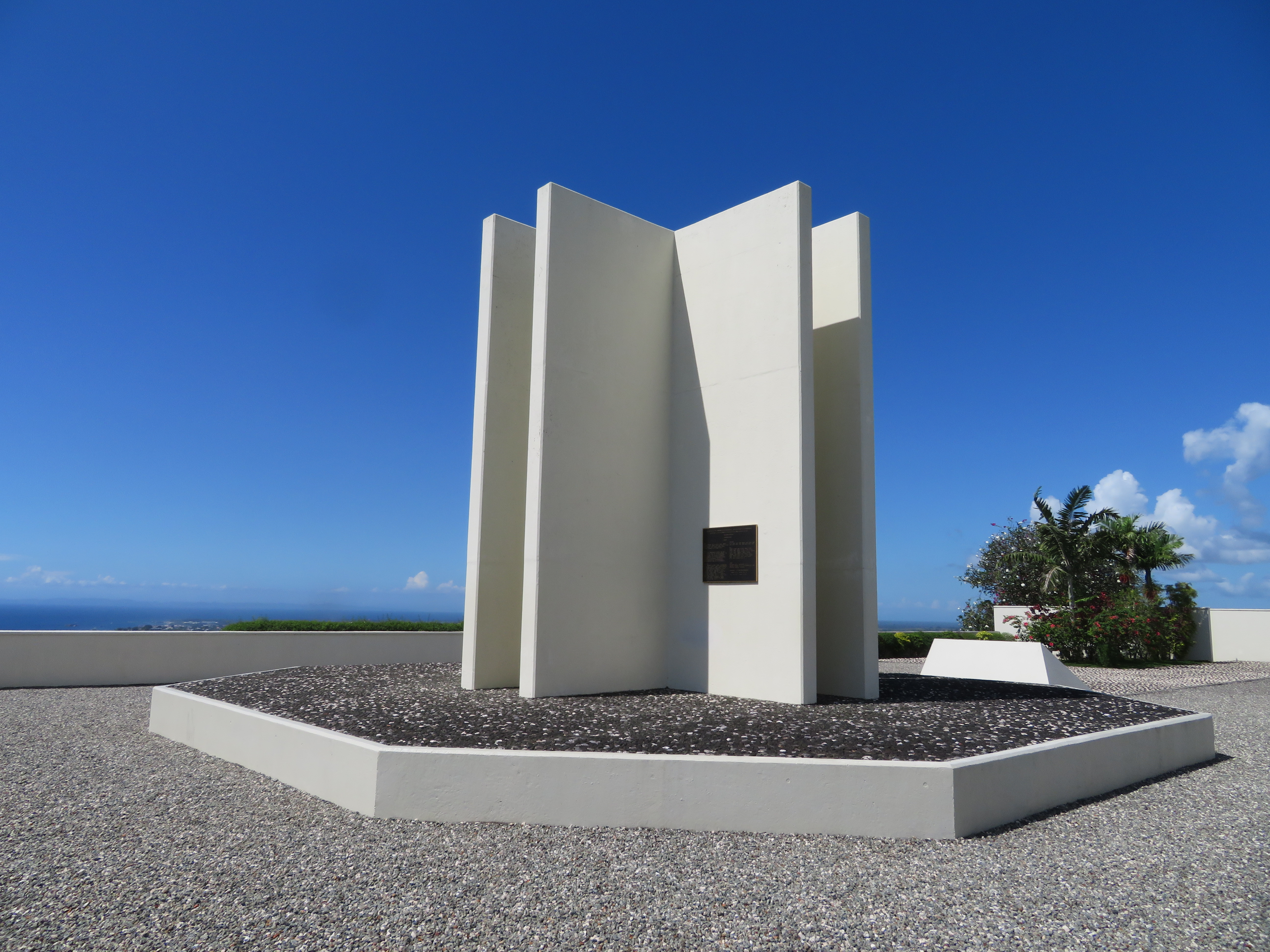
Monument japonais à Honiara

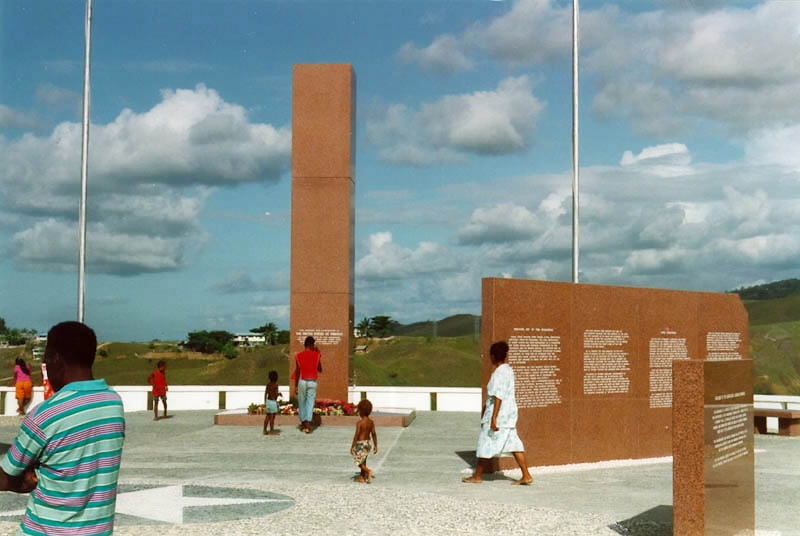
Monument américain à Honiara

Pendant la Seconde Guerre mondiale, la majeure partie de la très petite population de colons blancs quitte le pays, qui devient le théâtre d'importants affrontements : campagne des îles Salomon. 
En janvier 1942, les Japonais envahissent et occupent la colonie. En mai 1942, la bataille de la mer de Corail marque le début de plus d'un an et demi de combats continus entre les Alliés (emmenés par les Américains) et les Japonais. 
La Bataille de Guadalcanal, d'août 1942 à février 1943, marque une étape importante dans la Guerre du Pacifique. En décembre 1943, les Salomon sont à nouveau sous le contrôle des Alliés, et l'autorité britannique est rétablie. 
La présence de soldats américains en grand nombre, toutefois, a une influence importante sur les Salomonais, provoquant des mouvements millénaristes dits « cultes du cargo », et incitant certains à contester l'autorité coloniale. 
Dans les années qui suivent la guerre (1945-1950), le mouvement Maasina Ruru (en) (« unité fraternelle » en langue 'are'are) prône l'auto-détermination et la désobéissance civile. En 1947, les Britanniques incarcèrent les partisans du mouvement qui refusent de payer leurs impôts, et l'élan s'estompe à la fin de la décennie.

### Autonomie (1976)
Dans les années 1950, les Britanniques intègrent peu à peu les Salomonais aux instances gouvernementales, pour les préparer à l'autonomie. En 1960, un conseil législatif est mis en place, permettant aux autochtones de participer à la législation de la colonie. En 1974, une Constitution prévoit la création d'institutions démocratiques fondées sur le système de Westminster. Cette année est aussi marquée par la fondation de la Bibliothèque nationale. 
Le 2 janvier 1976, les Salomon deviennent autonomes, avec un gouvernement démocratiquement élu ; Peter Kenilorea devient « ministre en chef », et mène le pays jusqu'à l'indépendance le 7 juillet 1978. Il prend alors le titre de premier ministre. Les Salomon sont une monarchie parlementaire, reconnaissant de jure la reine Élisabeth II comme chef de l'État, l'autorité réelle étant exercée par le premier ministre et le Parlement national.

## Indépendance (1978)
Depuis l'indépendance, le pays a été marqué par une certaine instabilité politique, et notamment par des conflits inter-ethniques à la fin du vingtième siècle et au début du vingt-et-unième.
Le 14 mars 1988, les Salomon, sous le premier ministre Ezekiel Alebua, sont l'un des États fondateurs du Groupe Fer de lance mélanésien, association internationale de coopération et de solidarité mélanésienne.

### Troubles ethniques (1998-2003/présent)
En 1998, des habitants autochtones de l'île de Guadalcanal s'arment et fondent le Isatabu Freedom Movement (IFM), dirigé notamment par Harold Keke. Ils s'attaquent aux migrants et descendants de migrants venus en grand nombre de l'île de Malaita au cours des décennies précédentes. Les Malaitans sont sur-représentés parmi les chefs d'entreprise, dans la fonction publique et notamment dans la police, et une partie de la population autochtone de l'île réclame une meilleure prise en compte de ses propres intérêts. Des Malaitans sont chassés de leurs foyers, et parfois tués. Les Malaitans de Guadalcanal s'organisent et s'arment en retour, formant la Malaita Eagle Force (MEF), avec Andrew Nori pour principal porte-parole. Les personnes accusées de sympathiser avec l'IFM sont à leur tour chassées de leur foyer, agressées, voire tuées. Les forces de police sont dépassées (et le pays n'a pas d'armée).
Le 5 juin 2000, la MEF et Andrew Nori prennent en otage le premier ministre Bartholomew Ulufa'alu, l'accusant de n'avoir pas su empêcher cette spirale de violence. Le Commonwealth (des Nations) dépêche une délégation dans le pays, et enclenche des négociations, qui aboutissent à l'Accord de paix de Townsville le 15 octobre, signé par l'IFM et la MEF. Les milices ethniques acceptent de désarmer, à l'exception de Harold Keke et d'une centaine de ses partisans. Au cours des trois années qui suivent, « certains des principaux militants de la MEF prennent presque totalement le contrôle de la police et du nouveau gouvernement » du premier ministre Manasseh Sogavare, bien que ce dernier ait l'appui du Parlement démocratiquement élu. Les militants se servent dans les finances de l'État, au nom du droit à la compensation pour les violences subies par les Malaitans. Les services publics périclitent. Des compagnies d'exploitation forestière étrangères sont autorisées à opérer à leur guise, versant en échange une partie de leurs profits au gouvernement. En 2002, la police arme des groupes de militants, leur confiant la tâche d'éradiquer les derniers partisans armés de Harold Keke. Les violences reprennent ; des villages de partisans supposés de Keke sont brûlés. Les habitants font face à des intimidations, n'ont parfois plus accès aux services publics essentiels -dont les soins de santé-, et la corruption est devenue endémique.
En avril 2003, le premier ministre Sir Allan Kemakeza se tourne vers les pays voisins et leur demande leur aide pour rétablir l'ordre. Cette demande donne lieu à la RAMSI : la Mission régionale d'assistance aux Îles Salomon. « Menée et financée par l'Australie et la Nouvelle-Zélande », cette mission inclut des participants de tous les pays membres du Forum des îles du Pacifique. Le Parlement salomonais autorise le déploiement de la mission le 22 juillet. Deux jours plus tard, des soldats, policiers et divers experts civils arrivent en provenance d'Australie, de Nouvelle-Zélande, de Papouasie-Nouvelle-Guinée, des Fidji, des Tonga, du Vanuatu, des Samoa, des Kiribati, des îles Cook et de Nauru. Ils parviennent à désarmer les militants, restaurent la paix, réforment et entraînent les services de police, et conseillent les autorités sur des réformes institutionnelles et économiques. 
Les élections législatives de 2006 sont suivies d'émeutes à Honiara contre l'élection du gouvernement de Snyder Rini, les émeutiers pillant et incendiant le quartier chinois de la ville pour protester contre ce qu'ils perçoivent comme l'influence d'hommes d'affaires d'ascendance chinoise (notamment Sir Thomas Chan) sur le gouvernement. Les soldats de la RAMSI mettent fin aux violences, mais le Parlement destitue le gouvernement Rini. Quelques mois plus tard, la justice révèle un complot qui visait à assassiner les ministres Snyder Rini, Allan Kemakeza, Peter Boyers et Laurie Chan durant les émeutes ; les députés Nelson Ne'e et Charles Dausabea (en), dont la responsabilité dans les émeutes est reconnue, sont soupçonnés d'avoir participé à ce complot.
Le volet militaire de RAMSI prend officiellement fin le 30 juin 2013, demeurant dès lors principalement un service d'assistance policière.
- Squat aux Îles Salomon (en)
- Violences inter-ethniques aux Salomon (1998-2003) (en)
- Mission régionale d'assistance aux Îles Salomon (2003-2013/2017, RAMSI, Helpem Fren / aider un ami)
- Commission vérité et réconciliation (Îles Salomon) (en) (2008)
- Incendie du Bâtiment du Parlement national des Îles Salomon (1993-2021)
- Troubles de 2021 aux Îles Salomon

#### Salomon
- Liste des îles des Îles Salomon, Géographie des Îles Salomon
- Langues aux Îles Salomon (75)
- Groupes ethniques des Îles Salomon (en)
- Armes salomoniennes : supi (massue de guerre), roromaraugi (massue-bouclier), qauata (massue-bouclier)

##### 1550
- Álvaro de Mendaña (1542-1595), Pedro Fernandes de Queirós (1565-1614), Isabel Barreto (1567-1612), Diégo de Prado (1550-1645)
- Blackbirding
- Liste des commissaires résidents et gouverneurs des Îles Salomon
- Territoires britanniques du Pacifique occidental (1877-1976), Îles Salomon britanniques (1893-1978)
- Nouvelle-Guinée allemande (et dépendances, 1884–1919)

##### 1940
- Occupation japonaise des Îles Salomon (en) (1941-1945)
- Campagne des îles Salomon (1942-1945), Bataille de Guadalcanal (1942-1943), Coastwatchers
- Biuku Gasa et Eroni Kumana (en), qui ont découvert Kennedy et son PT6109 en août 1943
- Maasina Ruru (en), mouvement indépendantiste et autonomiste des années 1945-1950
- Religion aux Îles Salomon (voir la version anglophone), Liste des cathédrales des Îles Salomon
- Squat aux Îles Salomon (en)
- Mission régionale d'assistance aux Îles Salomon (2003-2013/2017, RAMSI, Helpem Fren / aider un ami)
- Commission vérité et réconciliation (Îles Salomon) (en) (2008)
- Liste de massacres aux Îles Salomon (en)
- Liste de séismes aux Îles Salomon (en)

- Liste de cyclones : Cyclone Tia (1991), Cyclone Zoe (2002-2003), Cyclone Ita (2014)
- Décorations : Order of the Solomon Islands (1981), Star of the Solomon Islands (SSI), Cross of Solomon Islands (CSI), Solomon Islands Medal (SIM)
- Ethnologues, etc : Ian Hogbin (en) (1904-1989), Gerd Koch (en) (1922-2005), Roger Keesing (en) (1935-1993)

- Démographie des Salomon
- Économie des Îles Salomon
- Politique aux Îles Salomon, Monarchie salomonaise, Premier ministre des Îles Salomon
  - Parlement national (Îles Salomon)
- Liste des dirigeants actuels des provinces des Îles Salomon

#### Culture
- Culture des Îles Salomon, Musées des Îles Salomon
  - Big man (anthropologie)
  - Musique des îles Salomon
  - Danse aux Îles Salomon (en)
  - Arts aux Îles Salomon (en)
  - Littérature des Îles Salomon (en)
  - Nguzu nguzu, figure de proue des pirogues
  - Films tournés aux Îles Salomon (en)
  - Œuvres littéraires se déroulant aux Salomon